# Wittoecia
Wittoecia is een geslacht van vlinders van de familie van de houtboorders (Cossidae). De wetenschappelijke naam en de beschrijving van dit geslacht zijn voor het eerst gepubliceerd in 2020 door Roman Viktorovitsj Jakovlev.
Dit geslacht is monotypisch, dat wil zeggen dat het maar één soort heeft namelijk Wittoecia brehmi (Yakovlev & Witt, 2016) uit Ethiopië.